# Понисский стан (Рязанский уезд)
Понисский стан — стан Рязанского уезда, располагавшийся между Окологородным, Кобылинским и Перевицким станами (ныне на территории Рыбновского района Рязанской области и Луховицкого района Московской области).

## Селения

### Села
- Батурино
- Волынь
- Истобники (совр. Истодники)
- Козицыно
- Кузьминское
- Федякино

### Погост
- Дьяконовский (Окаёмовский)

### Деревни
- Власовская
- Волищево
- Вороново (Шушпаново)
- Высокая
- Голенкино
- Демино
- Долищево
- Дураково
- Иванчинская (Купчинская)
- Кочмазово (Облезово)